# Mino Cinelu
Mino Cinelu est un musicien français né en 1957 à Saint-Cloud, dans la banlieue parisienne. Il est multi-instrumentiste, chanteur, producteur, compositeur, mais il est surtout connu comme percussionniste.

## Biographie

### Débuts
D'ascendance martiniquaise, bretonne et portugaise, il baigne dans le milieu musical dès le plus jeune âge, son père et ses deux frères étant musiciens, et commence très tôt à jouer et à fréquenter les salles de concert de Paris et sa banlieue, comme La Chapelle des Lombards. Il s'intéresse à différents types de musique, comme le jazz, le rock, la chanson, la salsa, mais aussi la musique manouche ou les chants égyptiens. Plus tard, il étendra encore son domaine musical au fado, au flamenco, aux musiques africaines, japonaises, indonésiennes, balkaniques ou slaves.
Le premier instrument qu'il affectionne est la guitare. Batteur (avant d'incorporer les percussions), il part à l'aventure et se décide à vivre de sa passion, jouant souvent dans la rue, où il effectue ses premiers apprentissages de l'improvisation. À la fin des années 1970, il devient de plus en plus proche de la scène française du free et du jazz fusion, faisant beaucoup de rencontres tout au long de son parcours. Il travaille en tant que batteur avec le big band de Jef Gilson, il co-fonde le groupe Chute Libre, rejoint le groupe Moravagine et fusionne les deux ensembles pour trois albums. Peu après, il accompagne Bernard Lavilliers, Colette Magny, rejoint Gong (avec le guitariste Alan Holdsworth) en Angleterre, visite New York pour la premiere fois, et, en tant que batteur et percussionniste, se retrouve sur la scène du célèbre Carnegie Hall avec Toto Bissainthe.

### Miles Davis et Weather Report
En 1979, il repart s'installer à New York. Après un début difficile, il rencontre plusieurs musiciens de jazz vivant près de New York, comme Georges Benson, Wayne Shorter, Kenny Barron ou Cassandra Wilson. Il continue d'apprendre différents instruments, en jouant par exemple de la basse dans une chorale gospel, et gagne un peu d'argent en donnant des cours de batterie et de percussion. À cette époque, Mino Cinelu se lie d'amitié avec l'écrivain James Baldwin. Au début des années 1980, alors qu'il jouait avec un groupe soul au Mikkel's, un club de New York, le célèbre trompettiste de jazz Miles Davis lui propose d'intégrer son groupe comme percussionniste aux côtés de son batteur habituel Al Foster. Après un mois de répétitions, Mino Cinelu commence une tournée avec le groupe de Miles Davis.
Après cette collaboration, bien évidemment, il est beaucoup plus sollicité. Lors d'un concert à l'Hollywood Bowl, le pianiste Joe Zawinul le contacte afin qu'il rejoigne son groupe Weather Report comme percussionniste. Ce groupe est pour Mino Cinelu une référence dans le style jazz fusion : il accepte l'invitation. Il fait alors partie du groupe sans avoir fait une seule répétition, aux côtés de Zawinul, du saxophoniste Wayne Shorter, du bassiste Victor Bailey et du batteur Omar Hakim. Il confectionne un nouveau setup, avec des instruments qu'il invente ou personalise, s'adaptant au jeu puissant et fourni du batteur Omar Hakim.
C'est aussi à cette époque qu'il compose « Confians » : dans la version de l'album Sportin' Life, Mino chante en créole, joue la guitare acoustique, la basse, la batterie, et les percussions. Cette chanson sera reprise par de nombreux artistes, dont Miguel Bosé et Magnum Band. Deux compositions de Cinelu, « Confians » et « Jungle Stuff », figurent ainsi dans les derniers albums de Weather Report, Sportin' Life et This Is This!.
Il reprend ses collaborations avec Michel Portal, qui le sollicite après l'avoir revu au Théâtre du Châtelet en compagnie de Miles Davis.
Dans les années 1990 et 2000, il commence une carrière solo avec la réalisation de Mino Cinelu (2000), son premier véritable disque ; il continue ensuite avec Quest Journey (2002), puis La Californie (2006).
En 2011, il soutient officiellement le chef Raoni dans sa lutte contre le barrage de Belo Monte.

## De nombreuses collaborations
Il a collaboré tout au long de sa carrière avec de nombreux artistes aux styles divers comme Marcus Miller, Stevie Wonder, Elton John, Kate Bush, Peter Gabriel, Lou Reed, Joe Cocker, Sting, Dizzy Gillespie, Pat Metheny, Tracy Chapman, Salif Keita, Laurie Anderson, Gato Barbieri, Pino Daniele, Michael Franks, Branford Marsalis, David Sanborn, Curtis Mayfield, Cassandra Wilson, Rick Braun, Zucchero et en France Bernard Lavilliers  Pia Colombo, Michel Polnareff, Claude Nougaro, Henri Salvador, Raphaël ou Alain Bashung, Michel Portal, Bernard Lubat.....

## Discographie (sélective)

### Avec Gong
- Gazeuse!, 1976

### Avec Bernard Lavilliers
- Les barbares, 1976

### Avec Miles Davis
- We Want Miles, 1982
- Star People, 1983
- Decoy, 1984
- Amandla, 1989

### Avec Weather Report
- Sportin' Life, 1985
- This Is This!, 1986

### Avec d'autres artistes
- Patrick Vian  - Bruits et temps analogues, Egg, 1976 (Patrick Vian, Bernard Lavialle, Georges Granier, Mino Cinelu)
- Pia Colombo - Requiem autour d'un temps présent (1980 • Double LP) ∫ Label WEA - 68029.
- Michel Portal - Turbulence, 1987
- Sting - …Nothing Like the Sun, 1987
- Thierry Mineau - Paris (1989)[2] ∫ Mélodie Distribution – 08101-2
- Kenny Barron / Mino Cinelu - Swamp Sally, 1995
- Michel Portal, Steven Kent - Burundi, 2000
- Serge Forté, Thanks for All, 2004 [3]

- Marcus Miller, Afrodeezia (2014)
- Biréli Lagrène / Larry Grenadier - Storyteller, 2018
- Nils Peter Molvaer, Mino Cinelu -SulaMadiana (2020)

### Carrière solo
- World Trio, 1995 (avec Kevin Eubanks et Dave Holland)
- Mino Cinelu, 2000 (avec Moun Madinina)
- Quest journey, 2002[4]
- La californie, 2006